# 継嗣令
継嗣令（けいしりょう）は、令の篇目の1つ。養老令では第13番目に位置しており、僅かに4条の法令からなる。

## 概要
唐令の場合には、このような篇目は存在せず、似たものとして『封爵令』があるが、日本には存在しない爵号の継承に関する規定である。皇親（皇族）の身分や、婚姻、及び諸臣の継嗣に関する規定が定められている。
まず、天皇（女帝も含む）の兄弟・子を親王とし、五世孫までを王とすると規定しており、かりに六世以上の場合で王の名前であったとしても皇親には含まれないとしている。
つづけて、貴とされる三位以上の嫡子・嫡孫及び庶子の立て方、通貴とされる五位以上の立嫡及び廃嫡の方法を細かく規定している。この令では嫡継承を原則としており、嫡子が死亡したり、廃止されたりした場合には、まずは嫡孫を立て、次に嫡子の同母弟を立て、その次が庶子、庶子がなければ嫡孫の同母弟を立てよ、としている。四位以下はただ嫡子を立てるだけであるが、氏宗（氏上・氏長者）の決定については、必ず勅許を必要としていた。五位以上の嫡子は治部省に届け出をし、実状を検討し、太政官に申告するようにともある。
最後に、王が内親王を、臣が五世王を娶るのを許されるが、五世王は、内親王を娶ることは禁止されており、それゆえ、内親王は四世までの親王・王としか結婚できないこととされ、内親王の子は男系の四世までの親王・王の子でもあるという結果となり、皇位の男系継承以外が生じ得ない仕組みを定めていた。